# John McCormick
John McCormick (* 30. listopadu 1954, Ilfracombe, Spojené království) je americký politolog britského původu. Věnuje se především zkoumání politiky Evropské unie.

## Životopis
John McCormick studoval na Rhodes University v JAR, University College London a Indiana University. V současnosti působí jako Jean Monnet Chair na Indiana University – Purdue University Indianapolis.

## Dílo
- Understanding the European Union (Palgrave Macmillan, 6th edition, 2014).
- The European Union: Politics and Policies (Westview Press, 5th edition, 2013).
- Why Europe Matters: The Case for the European Union (Palgrave Macmillan, 2013).
- Contemporary Britain (Palgrave Macmillan, 3rd edition, 2012).
- Comparative Politics in Transition (Wadsworth/Cengage, 7th edition, 2012).
- European Union Politics (Palgrave Macmillan, 2011).
- Europeanism (Oxford University Press, 2010).
- The European Superpower (Palgrave Macmillan, 2007).
- Environmental Policy in the European Union (Palgrave Macmillan, 2001).
- Acid Earth: The Global Threat of Acid Pollution (Earthscan, 3rd edition, 1997).
- The Global Environmental Movement (John Wiley & Sons, 1995).
- British Politics and the Environment (Earthscan, 1991).